# کینواوچوچا (هوانوکو)
کینواوچوچا (به اسپانیایی: Quinua Cocha) یک کوه و کولاب در پرو است که در منطقه اوئانوکو واقع شده‌است.